# Ephraim Downes

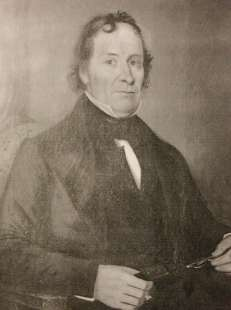
Ephraim Downes (1787–1860)

Ephraim Downes, auch Ephraim Downs (* 1787; † 8. Dezember 1860 in Bristol) war ein US-amerikanischer Uhrmacher und Müller. In der Zeit von 1810 bis 1842 stellte er eine Vielzahl von Holzräderuhren her und arbeitete unter anderem zusammen mit Eli Terry, Silas Hoadley und Seth Thomas in Connecticut.
Die Uhrmacherei erlernte Downes bei Eli Terry in Waterville in der Nähe von Waterbury. Von 1815 bis 1821 war er als Händler und Uhrmacher in Cincinnati tätig. Danach kehrte er nach Waterbury zurück und begann die Produktion von Holzuhrenwerken. 1825 arbeitete er in Bristol, wo er auch eine Getreidemühle erwarb. Mit Terry verband ihn weiterhin eine gute Partnerschaft. So konnte er eines seiner Patente nutzen, was er durch die Lieferung von Uhrwerken bezahlte.
In den Jahren von 1830 bis 1839 verkaufte Downes rund 7.000 hölzerne Uhrwerke an den Großhandel. Etwa 80 % dieser Holzräderwerke mit einer Gangdauer von etwa 30 Stunden wurden in sogenannten „Looking Glass Clocks“ (Spiegel-Uhren) verbaut. Der Großhandelspreis betrug Anfang der 1830er Jahre etwa 9,00 Dollar. Allerdings verfiel der Preis in rund zehn Jahren aufgrund des Konkurrenzdrucks und wegen verminderter Kosten der Serienproduktion um rund die Hälfte. Downes verkaufte auch einige Uhrwerke aus Messing, aber es ist zu bezweifeln, dass er sie selber hergestellt hat. Nach 1842 beteiligte er sich nicht mehr in größerem Umfang an der Herstellung von Uhren, obwohl er selbst noch vereinzelt hölzerne Uhrwerke herstellte und verkaufte. Schließlich verpachtete er 1846 seine Uhrenfabrik.
Bis 1850 betrieb Downes seine Getreidemühle weiter. 1865, fünf Jahre nach seinem Tod, brannte seine alte Uhrenfabrik aus. Die daneben befindliche Getreidemühle wurde 1921 abgerissen, und an ihrer Stelle wurde ein steinernes Monument mit einem Wasserspiel errichtet.